# سدوم و عموره

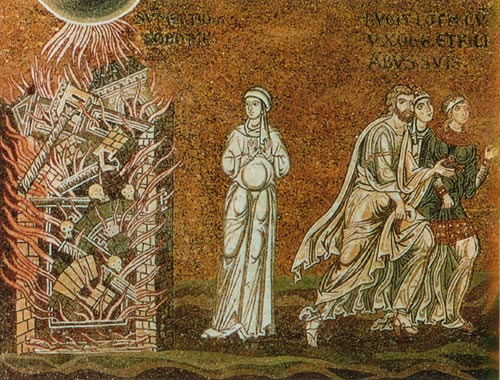
انهدام شهر سدوم و گریز لوط و خانواده‌اش از شهر، همسر لوط نجات نیافته و به دلیل نگاه کردن به پشت سر به ستون نمک تبدیل می‌شود؛ از آثار بیزانس

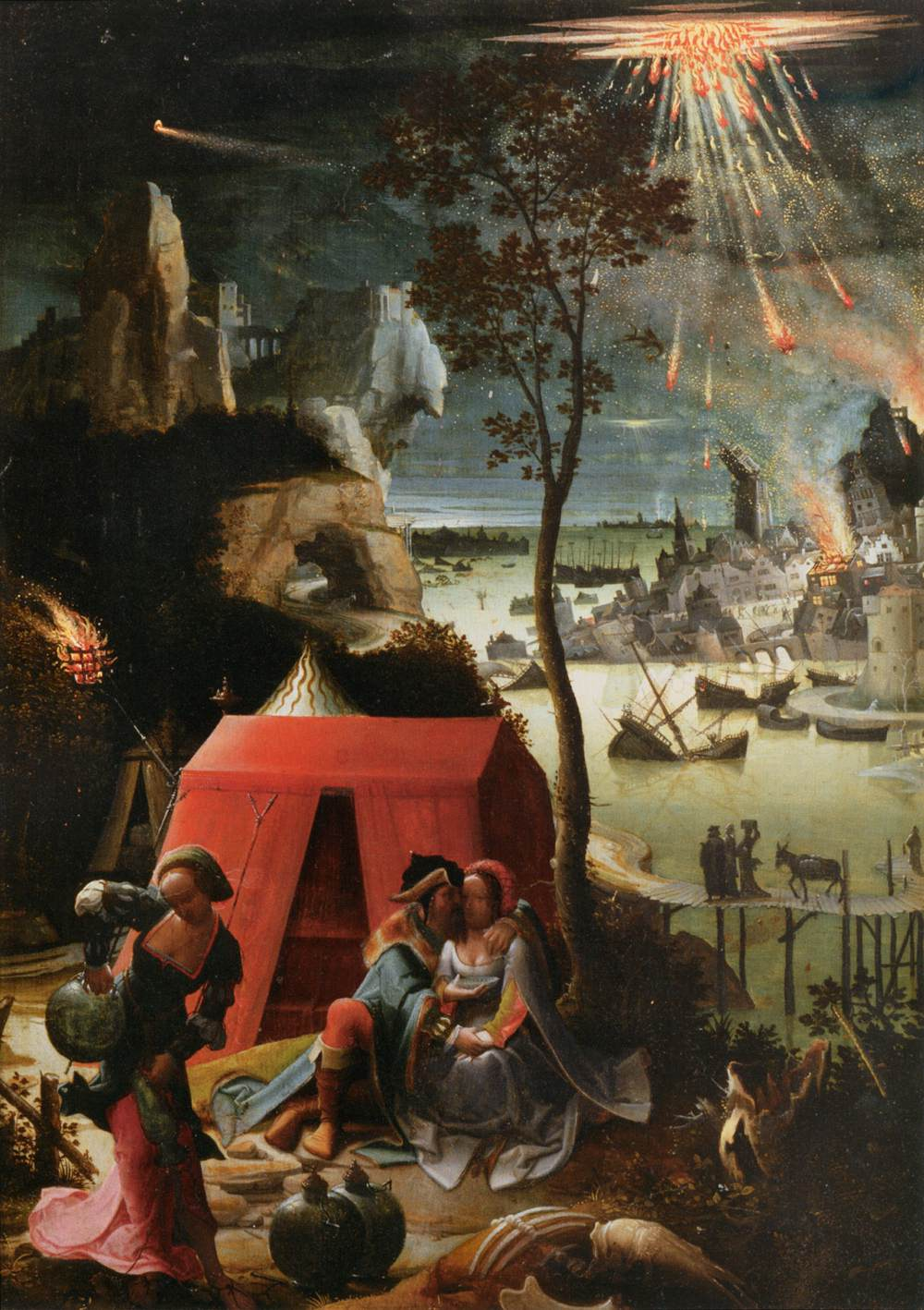
رابطه جنسی لوط با دخترانش. سدوم و عموره در پس‌زمینه نابود می‌شوند. نقاشی اثر لوکاس ون لیدن، سال ۱۵۲۰ میلادی.

سدوم و عموره (به عبری:סְדוֹם עֲמוֹרָה، سدوم و عمورا به یونانی: Σόδομα Γόμοῤῥα) دو شهر هستند که در سِفر پیدایش مورد اشاره قرار گرفته‌اند.
بر پایهٔ سفر پیدایش در تورات، این شهر به همراه ۴ شهر دیگر، در کنار رود اردن (طرف شرقی اردن) و در جنوب کنعان و در کرانه دریای مرده جای داشته است. به دلیل گناه مردمان شهر توسط دو فرستاده یهوه نابود می‌شوند. نام این شهرها عبارتند از سدوم، عمورة یا عمّوراه، صَبُوْیِیْم یا صِبّوعیم، اَدمه، بالَع، که بعداً آن را به علت کوچکی صَوْغَر یا صوغره نامیدند. شهر صوغر از عذاب در امان ماند، و لوط پس از فرار از شهر سدوم به آن‌جا رهسپار شد اما مدت کوتاهی بعد در غاری پناه گرفت. در غار، دختران لوط او را مست کردند و دو شب پیاپی با او رابطه جنسی داشتند.
در قرآن بی‌آنکه نامی از شهر سدوم برده شده‌باشد به داستان قوم لوط و نابودیشان پرداخته شده است.
در زبان‌های اروپایی واژگان sodomie, sodomy و مانند آن اشاره به آمیزش جنسی مقعدی یا قوانین گناه مربوط به این رابطه از نام این شهر مشتق شده‌اند. در زبان عربی هم لواط از نام لوط مشتق گردیده است.

## در کتاب مقدس

### جنگ سدوم
سفر پیدایش در تورات داستان سدوم و عموره را نقل می‌کند. بر اساس فصل ۱۴ سفر پیدایش لوط در زمین‌های سدوم چادر زده بود. پیدایش ۱۳:۱۳ ذکر می‌کند که مردم سدوم بسیار بدکار و گناهکار در برابر پروردگار بودند. در این زمان سدوم و عموره تحت سلطه پادشاهی عیلام بودند. در سال سیزدهم حکومت ایلامیان پنج شهر رود اردن علیه ایلامیان شوریدند. شاه ایلام نیروی بزرگی تهیه کرد و به آنان حمله کرد. سدوم و عموره شکست خوردند و تحت سلطه ایلامیان درآمدند. تعداد زیادی از جمله لوط زندانی شدند. در این زمان عموی لوط، ابرام نیروی بزرگی تهیه نمود و به ایلامیان حمله نمود و آنان را آزاد نمود.

### نابودی سدوم

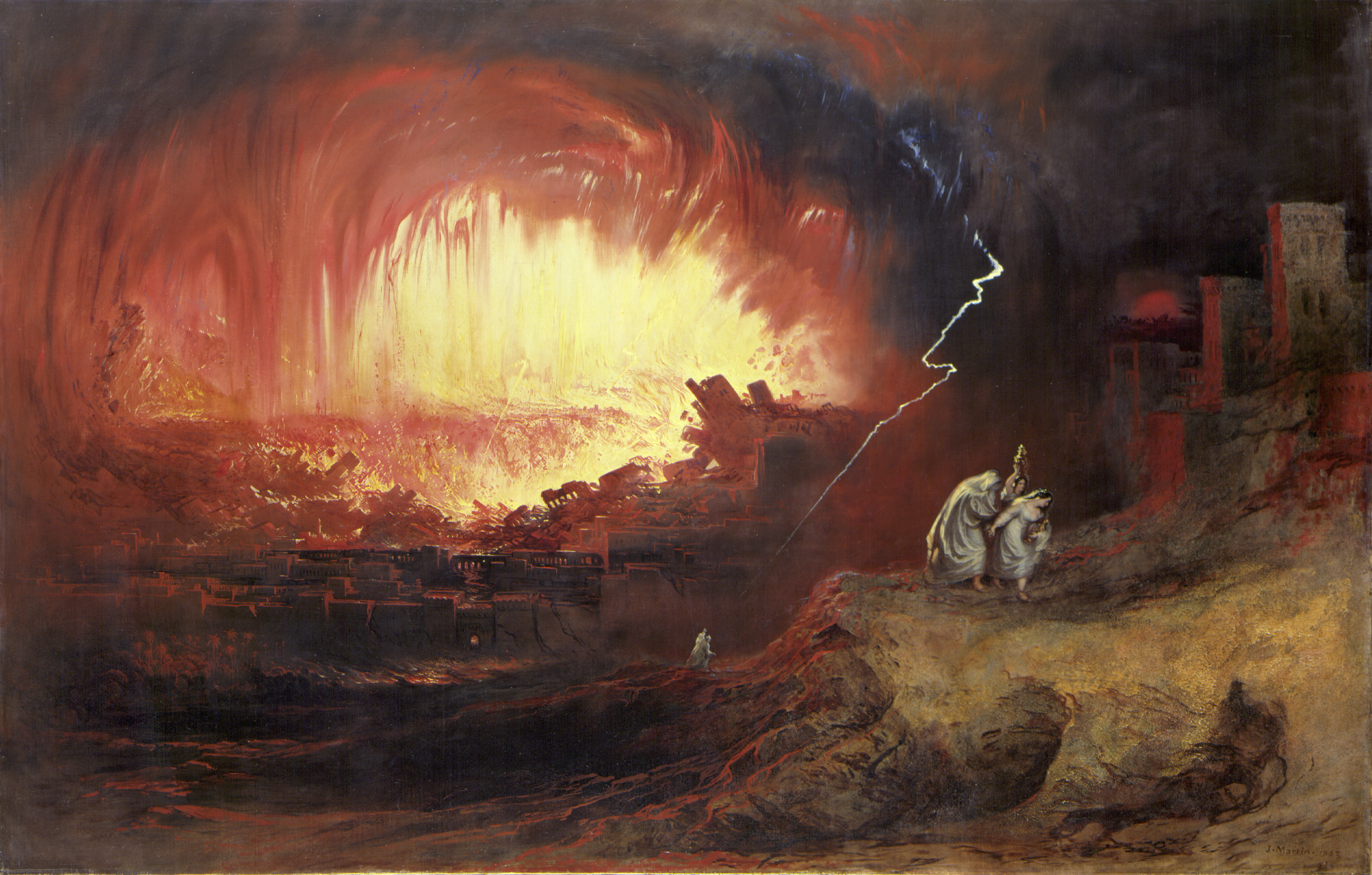
نابودی سدوم و عموره اثر جان مارتین

در فصل ۱۸ سفر پیدایش سه فرشته خداوند به صورت سه مرد ظاهر می‌شوند و به نزد ابراهیم میایند. بعد از اینکه سه فرشته توسط ابراهیم و سارا مورد استقبال قرار می‌گیرند خداوند به ابراهیم می‌گوید که او قصد دارد سدوم و عموره را نابود کند زیرا گناه آنان بسیار بزرگ بوده است. ابراهیم از خدا درخواست می‌کند که در صورتی که ۵۰ مرد صالح در سدوم و عموره باشند آن‌ها را ببخشد. سپس ابراهیم چندبار دیگر این درخواست را با اعداد کمتر (۴۵، ۴۰، ۳۰، ۲۰، ۱۰) تکرار می‌کند و خداوند هربار موافقت می‌کند. سپس دو فرشته به سدوم رفته و لوط از آن‌ها استقبال می‌کند. مردم شهر که از حضور آن‌ها خبردار می‌شوند به دور خانه لوط جمع شده و از او درخواست می‌کنند که آن دو مرد را بیرون آورد تا آن‌ها را بشناسند (با آن‌ها رابطه جنسی داشته باشند). لوط این درخواست را رد می‌کند و به آن‌ها دو دختر باکره خود را توصیه می‌کند. آن‌ها این پیشنهاد را رد کرده و تلاش می‌کنند در خانه او را بشکند. دو فرشته لوط را نجات می‌دهند و مردان حمله‌کننده را کور می‌کنند و به لوط می‌گویند که به دستور خداوند آن شهر را نابود خواهند کرد. سپس بعد از اینکه حتی ۱۰ مرد درستکار در شهر یافت نمی‌شوند به لوط دستور می‌دهند که خانواده خود را جمع کرده و از آن شهر خارج شوند. هنگامی که لوط و خانواده اش از شهر خارج می‌شوند دو فرشته به او می‌گویند که کسی از آن‌ها نباید برگشته و به آن شهر نگاه کند. باران آتش و سنگ به سدوم و عموره می‌بارد و همسر لوط به عقب نگاه کرده و تبدیل به تلی از نمک می‌شود. لوط و دخترانش سپس به شهر صوغر رفتند اما مدت کوتاهی بعد در غاری پناه گرفتند. در غار، دختران لوط که قصد داشتند نسل پدرشان را حفظ کنند، او را مست کرده و دو شب پیاپی با او رابطه جنسی داشتند. دختران لوط حامله شدند و دو پسر زاییدند.

## در قرآن
در قرآن نام شهرهای سدوم و عموره ذکر نشده است و تنها از آن‌ها به عنوان «قوم لوط» یا «شهر زیر و رو شده» نام برده می‌شود. دلیل نابودی آنان در قرآن نیز لواط ذکر شده است.
داستان ذکر شده در قرآن کاملاً با داستان کتاب مقدس در مورد سرنوشت سدوم و عموره همخوانی دارد و تنها تفاوت این است که از این دو شهر به عنوان قوم لوط ذکر می‌شود؛ ولیکن بیشتر اختلاف قرآن با کتاب مقدس در داستان لوط در مورد اتفاقات بعد از نابودی سدوم و عموره است. در کتاب مقدس بعد از نابودی سدوم و عموره دختران لوط پدر خود را مست کرده و با او رابطه جنسی برقرار می‌کنند؛ ولیکن این داستان در قرآن ذکر نشده است و دین اسلام این واقعه را کاملاً نفی می‌کند.

## اشارات دیگر در کتاب مقدس

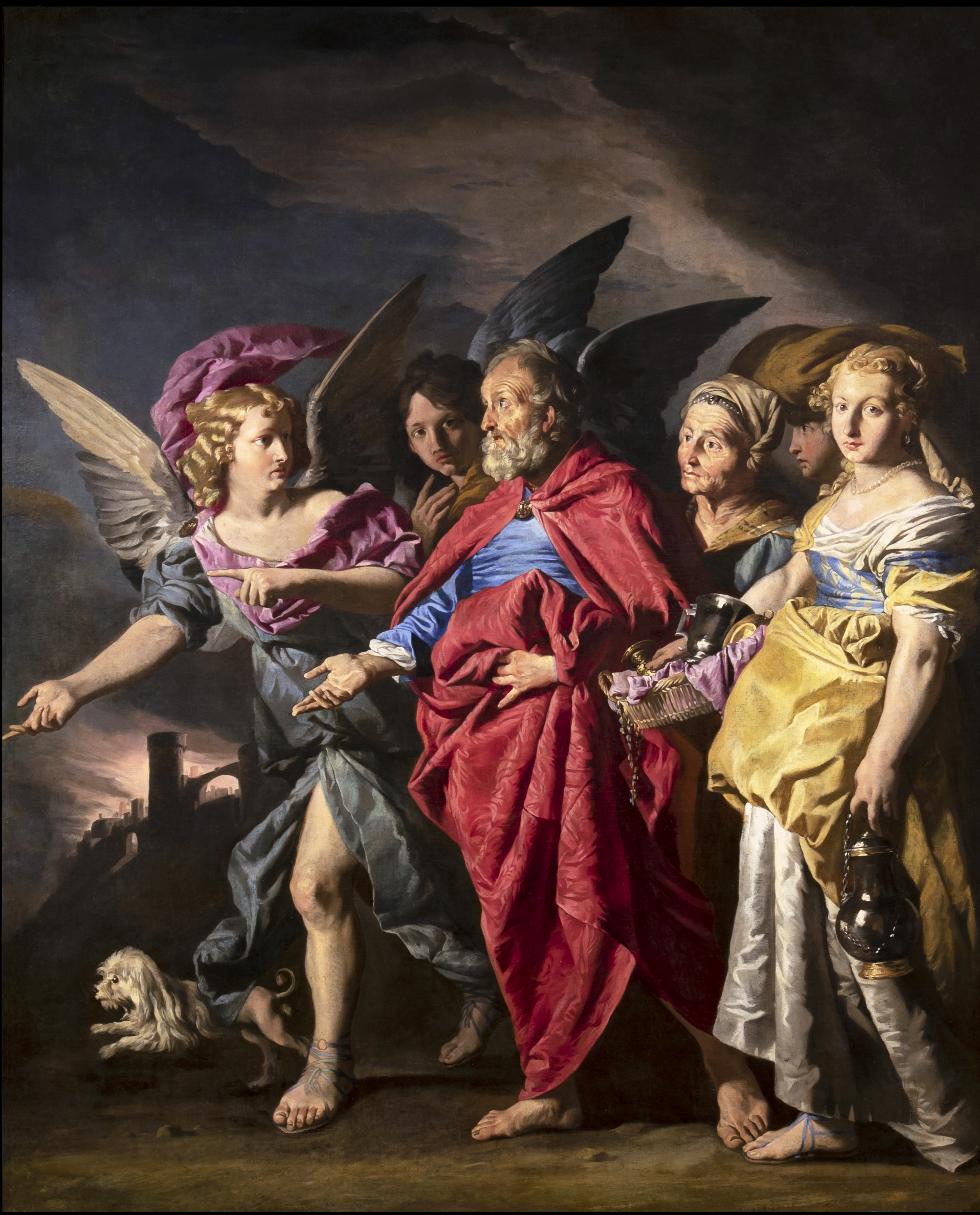
ماتیاس استوم – گریز از سدوم

### موسی
موسی در تثنیه ۲۹:۲۲ به سدوم و عموره اشاره می‌کند.

### سایر پیامبران بنی اسرائیل
اشعیا در فصلهای ۱، ۳ و ۱۳ به مردم اخطار می‌دهد که به دلیل گناهان بیشرمانه سرنوشتی مانند سدوم و عموره خواهند داشت و بابل مانند سدوم و عموره نابود خواهد شد.
ارمیا نیز سرنوشتی مشابه سدوم و عموره برای بابل پیش‌بینی می‌کند. در حزقیال ۱۶:۴۸ خداوند اورشلیم را با سدوم مقایسه می‌کند و می‌گوید «حتی سدوم نیز کارهایی که شما و دخترانتان انجام می‌دهید انجام نداده بود» خداوند اشاره می‌کند «سدوم و دخترانش مغرور، ثروتمند و بیتوجه بودند. آن‌ها به فقرا و بیچارگان کمک نمی‌کردند. آن‌ها خود شیفته بوده و کارهای بسیار شنیعی انجام می‌دادند.»
عاموس در فصل ۴ اشاره می‌کند که خداوند به قوم اسرائیل مانند سدوم و عموره اخطار کرد و آن‌ها توبه نکردند. در زفانیا ۲:۹ پیامبر اسرائیل به مواب و آمون می‌گوید که آنان مانند سدوم و عموره نابود خواهند شد.

### عیسی مسیح
در انجیل متی ۱۰:۱ عیسی به بعضی شهرها اشاره می‌کند که بدتر از سدوم و عموره هستند به دلیل اینکه حواریون عیسی را رد می‌کنند.
عیسی اشاره دیگری با همین مضمون در متی ۱۱:۲۰ انجام می‌دهد. در لوقا ۱۷:۲۸ عیسی بازگشت مجدد خود را با سرنوشت سدوم و عموره ارتباط می‌دهد:
در دوم پطرس ۲:۴ نیز پطرس بازگشت مجدد عیسی را با زمان سدوم و نابودی آن‌ها مقایسه می‌کند. در مکاشفه یوحنا ۱۱:۸ به فرشتگانی که در زمان جنگ آخرالزمان به زمین خواهند بازگشت اشاره شده است و محل آن سرزمین سدوم ذکر شده است.

## دیدگاه‌های مذهبی

### در یهودیت
در دین یهودیت بر خلاف اسلام و مسیحیت گناه اصلی مردم سدوم و عموره مهمان نواز نبودن آنان نسبت به غریبه‌ها تفسیر می‌شود. در نوشتارهای ربانی آمده است که مردم سدوم و عموره به گناهان زیادی نظیر گناهان اقتصادی، کفر و خون‌ریزی مشغول بودند. بزرگ‌ترین گناه آنان کمک نکردن به فقرا بوده است؛ ولیکن برخلاف اسلام و مسیحیت گناه «لواط» معمولاً در این متون ذکر نمی‌شود. در تلمود در بخش سفر هایاشار داستان ریختن خون دختر بچه‌ای توسط مردم سدوم و عموره ذکر شده است. در بسیاری متون یهودی گناه اصلی مردم سدوم برخورد بد آنان با غریبه‌ها و نه رابطه جنسی بین دو همجنس ذکر شده است. به‌طور کلی در تفاسیر یهودی مسئله همجنس‌گرایی مردم سدوم و عموره دارای اهمیت کمتری است.

## در سینما
- فیلم ترسناک سالو یا ۱۲۰ روز در سدوم، ساخته پیر پازولینی محصول ۱۹۷۵ ایتالیا.